# Dragon 67
Dragon 67 est le nom donné à l'hélicoptère médicalisé de la Sécurité civile basé à l'aéroport de Strasbourg-Entzheim sur la base aérienne de la Sécurité civile, d'après le nom de son indicatif d'appel. 
Cet hélicoptère intervient pour les secours aux victimes dans tout le département du Bas-Rhin, en particulier dans le massif des Vosges, mais aussi dans la région frontalière allemande. L'origine de son nom, Dragon, est soumise à plusieurs interprétations. 
Dragon 67 entre en service en 1973. C'est d'abord un hélicoptère Alouette II, puis un Alouette III et enfin un Eurocopter EC145 (BK 117 C2), médicalisé. L'équipage est composé d'un pilote, un mécanicien opérateur de bord et d'un urgentiste. Au-delà des interventions habituelles, l'appareil participe à différents événements importants à l'échelle régionale.

## Fonctions
Dragon 67 est le nom de l'indicatif d'appel de l'hélicoptère médicalisé de la Sécurité civile basé à l'aéroport de Strasbourg-Entzheim sur la base aérienne de la Sécurité civile. 
Il travaille en collaboration avec les Hôpitaux Universitaires de Strasbourg et le SAMU 67, pour l'assistance et les soins des personnes victime d'un grave accident qui nécessite une prise en charge rapide, comme les AVC, les arrêts cardiorespiratoires ou les accidents de la route,. Les polytraumatisés transportés par Dragon 67 sont fréquemment envoyés vers le CHU de Hautepierre à Strasbourg. 
Il est capable d'intervenir dans tout le département du Bas-Rhin et dans un rayon d'action situé à 30 minutes de vol de sa base. Il est fréquemment utilisé pour intervenir dans la partie orientale du Grand Est et notamment le massif des Vosges, qui représente à lui seul plus de 10% des interventions,. Par ailleurs, il est ponctuellement appelé pour intervenir en Allemagne, dans le cadre de la coopération transfrontalière,. En cas de nécessité, il peut par exemple être amené à intervenir à Europa-Park. Il effectue en moyenne 800 à 900 interventions par an, de jour comme de nuit, dont plus d'une centaine en hélitreuillage,,.

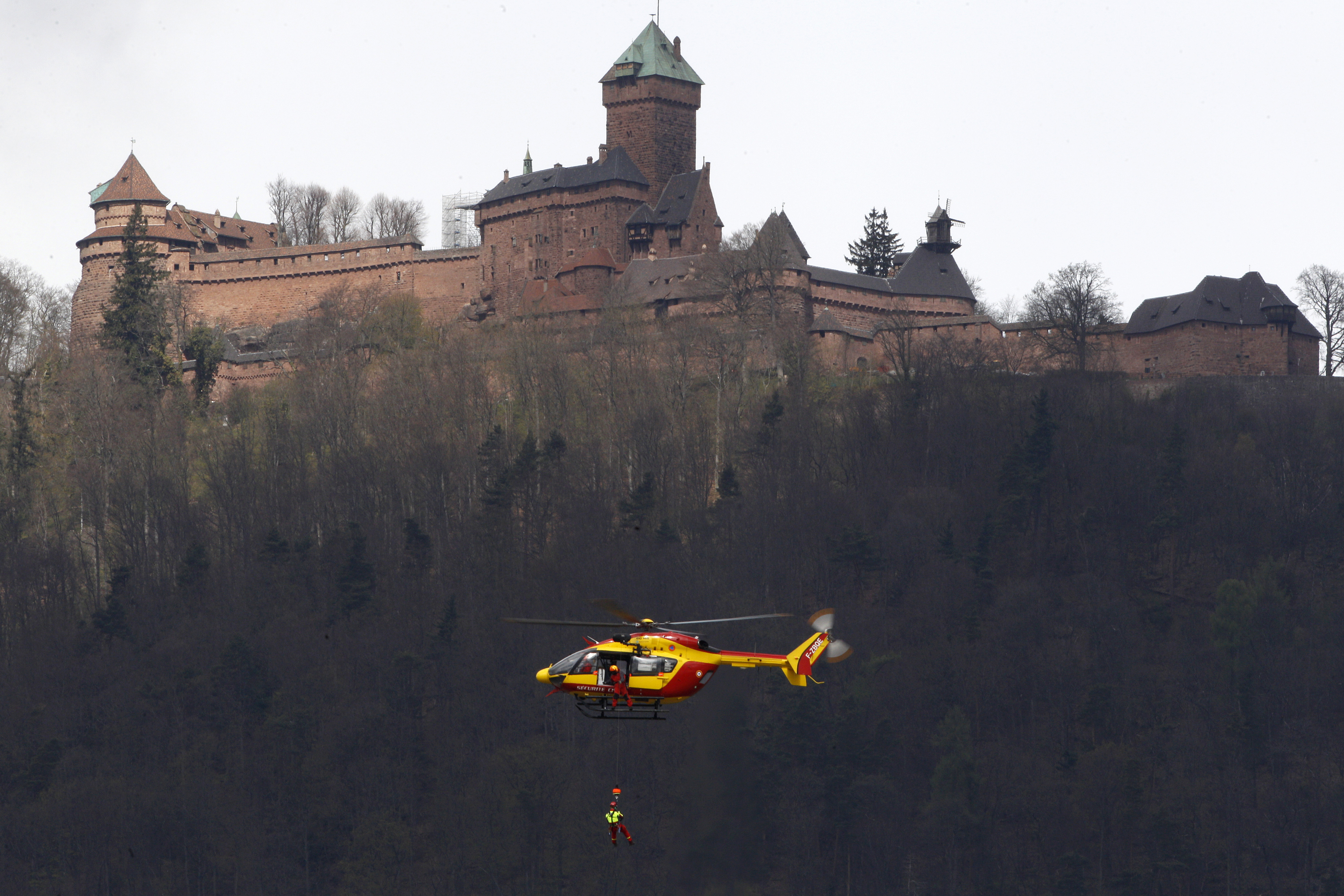
Intervention de Dragon 67 en hélitreuillage, devant le château du Haut-Koenigsbourg.

Pour le secours en montagne ou les interventions périlleuses, l'hélicoptère peut transporter des pompiers et des gendarmes. D'autres professionnels, comme les démineurs, les pompiers du Groupe de reconnaissance et d'intervention en milieu périlleux, les plongeurs, le SAMU, peuvent aussi intervenir avec l'appareil,,.
Quatre pilotes et quatre mécaniciens opérateurs de bord travaillent sur la base de Strasbourg-Entzheim, se relayant pour opérer l'hélicoptère en binôme,,.

## Histoire

### Origines
Le nom des hélicoptères Dragon reste un mystère. Toutefois, il existe plusieurs hypothèses,. Ce nom pourrait émaner des dragons de la Garde impériale, de Napoléon Ier, des caractéristiques et pouvoirs légendaires des dragons ou encore du premier hélicoptère opérationnel destiné aux missions sanitaires, le WS Dragonfly,.
La base de Strasbourg a été ouverte le 19 mars 1973,,, par la sécurité civile, qui se nommait encore protection civile, et est inaugurée une semaine plus tard par André Bord, homme politique alsacien alors ministre des anciens combattants. C'est la première base à disposer d'une équipe médicale sur place. La base opérait alors un hélicoptère Alouette II, le premier dénommé Dragon 67. Le 13 août 1976, lors d'un exercice, l'Alouette II F-ZBAM, opérant sous l'indicatif Dragon 67, s'écrase en heurtant l'eau,.
Dragon 67 est médicalisé en mars 1977, en coopération avec le SAMU, ce qui est une première en France. Le 1er mars 1978, l'Alouette II est remplacée par une Alouette III,,. En 1992, Dragon 67 est impliqué dans la recherche de l'Airbus A320 qui s'est écrasé dans la catastrophe du mont Sainte-Odile,.
En 2005, l'Alouette III est remplacée par le modèle Eurocopter EC145 (BK 117 C2) pour améliorer ses capacités opérationnelles.

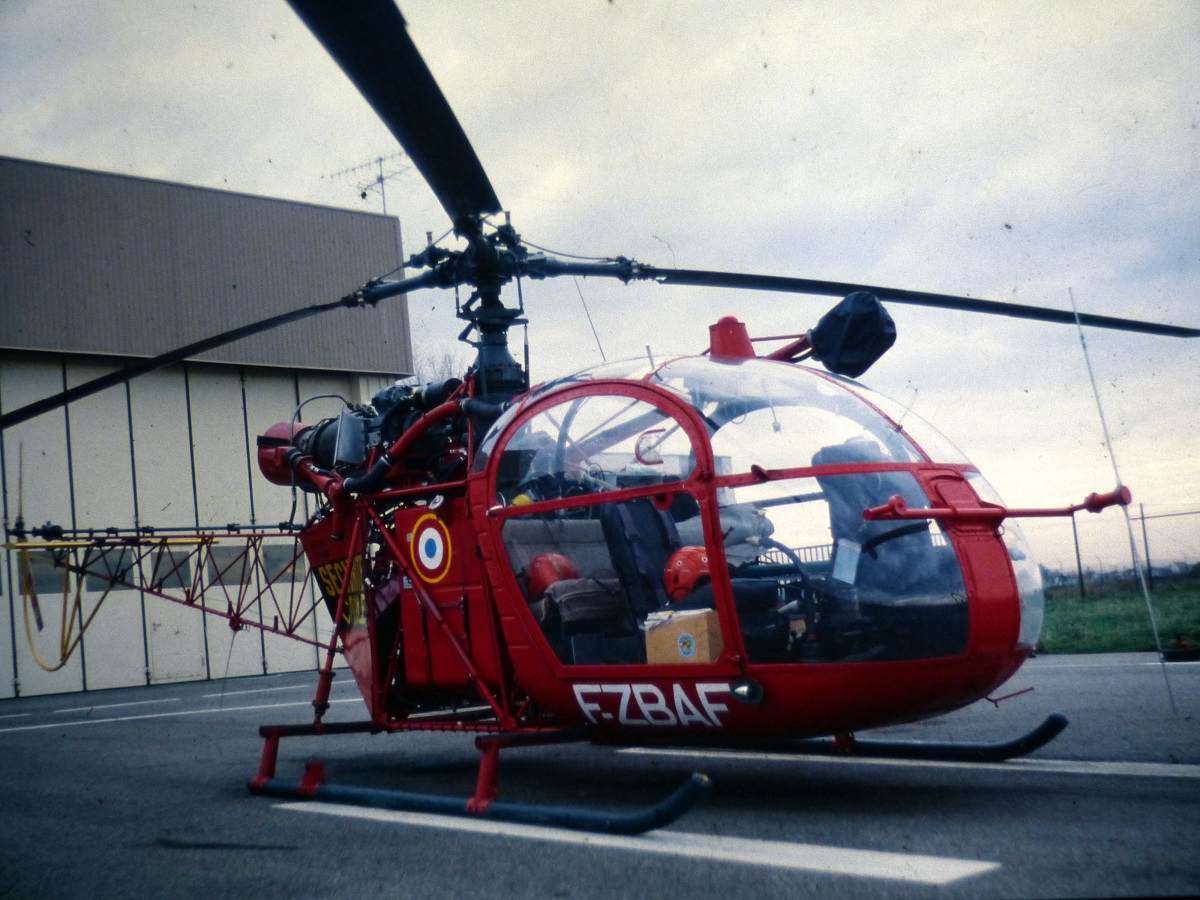
Une Alouette II, sur la base aérienne de Strasbourg-Entzheim.
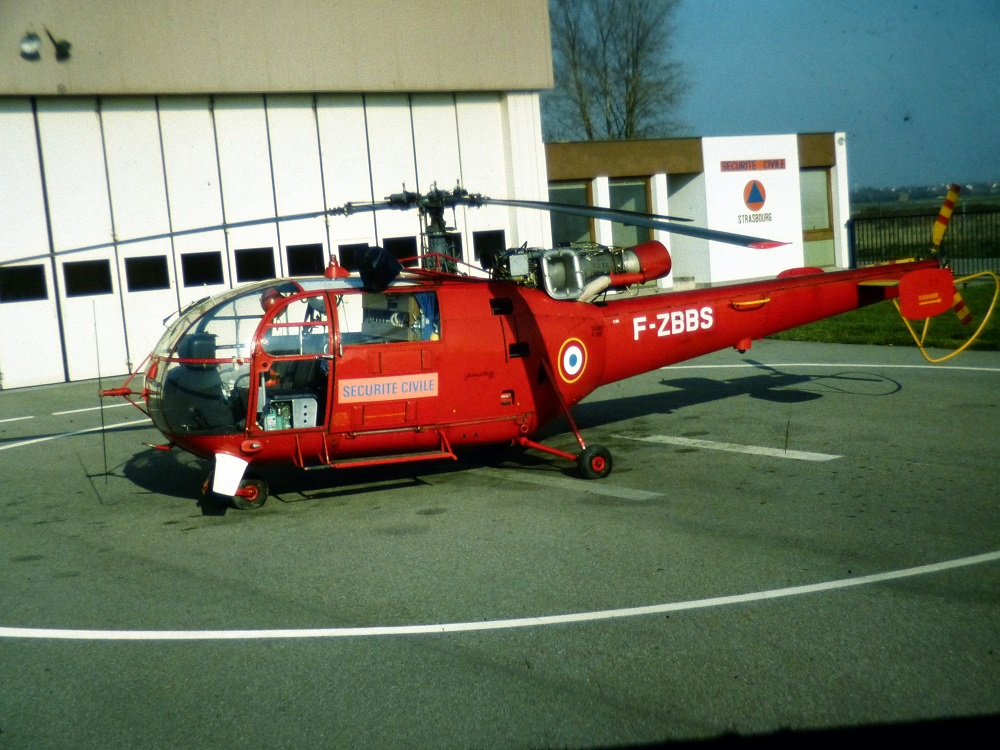
Une Alouette III, sur la base aérienne de Strasbourg-Entzheim.

### Sommet, défilé et pandémie
Lors du sommet de l'OTAN de 2009 qui a lieu à Strasbourg et à Kehl, cinq hélicoptères Dragon sont engagés depuis la base d'Entzheim. En 2010, Dragon 67 participe au défilé du 14 juillet sur les Champs-Elysées. En novembre 2015, l'hélicoptère intervient lors du déraillement du TGV à Eckwersheim.
Durant la pandémie de Covid-19 en France, l'hélicoptère Dragon 67 contribue à l'évacuation de malades, depuis l'hôpital militaire de Mulhouse vers d'autres hôpitaux, moins saturés, comme ceux de Strasbourg, Nancy et Metz,. Ce pont aérien d'urgence est opéré avec une flotte allant jusqu'à 10 hélicoptères. Deux hélicoptères, des bases de Besançon et d'Annecy ainsi que quatre appareils privés rejoignent la base de Strasbourg-Entzheim afin d'apporter du renfort à Dragon 67. Durant cette période, les pilotes et mécaniciens-opérateurs de bord de la base se relaient pour des gardes de 24h en binômes, afin d'assurer une disponibilité constante, 24h/24.

### Renouvellement
Fin 2023, une commande de 36 appareils Airbus H145 est passée pour remplacer les 33 appareils EC145 de la flotte de la sécurité civile française, en complément des 4 H145 D3 déjà commandés. Les livraisons des 40 hélicoptères vont s'échelonner de 2024 à 2029.

## Caractéristiques techniques

### Appareil et équipement
Dragon 67 est l'un des hélicoptères de modèle Eurocopter EC145 au fuselage rouge et jaune de la flotte de la Sécurité civile française,. Toutes les 800 heures de vol effectuées, il est envoyé au centre de Nîmes pour une révision complète de l'appareil,.
L'appareil est équipé comme pourrait l'être une ambulance de réanimation. On peut y trouver, entre autres, un moniteur cardiaque, un ventilateur, un pousse-seringue, un kit d'intubation, etc. Afin d'intervenir en hélitreuillage, il est équipé d'un treuil de 90 mètres de long pouvant supporter jusqu'à 270 kg. Pour les interventions de nuit, Dragon 67 est équipé de jumelles de vision nocturne.

### Équipage
L'équipage est composé d'un pilote, un mécanicien opérateur de bord et de l'un des médecins urgentistes du SAMU 67 entrainés pour ces missions,,. Depuis juin 2017, le médecin urgentiste est assisté d'un infirmier anesthésiste (IADE) ou d'un infirmier,. L'équipage médical de l'appareil doit être complet car certains gestes techniques doivent être réalisées en plein vol,.